# 吴良材眼镜

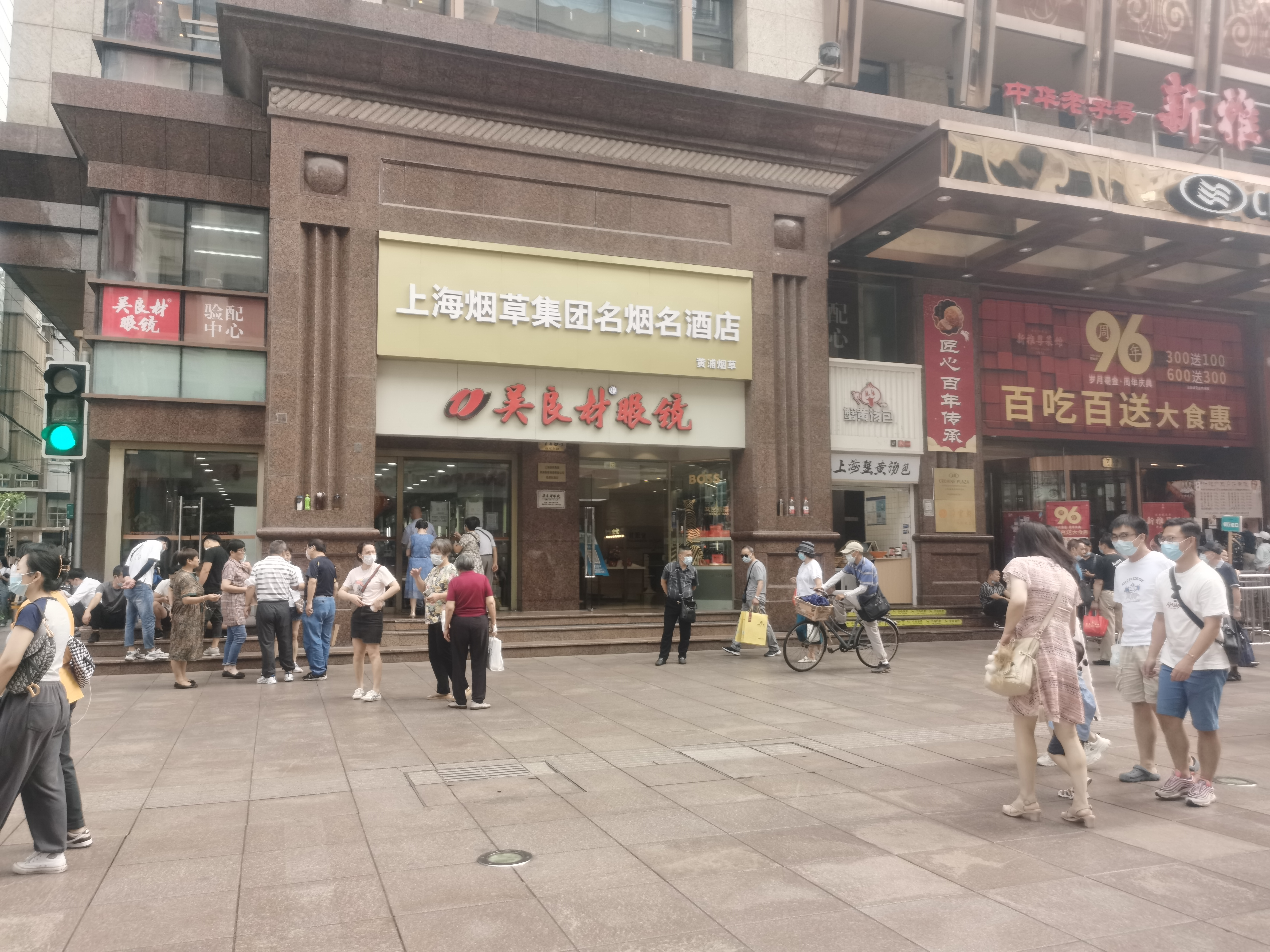
南京東路新雅粤菜馆旁的吴良材眼镜店

吴良材眼镜是總部位於中華人民共和國上海市南京東路的一家眼鏡公司，隸屬於上海三聯集團旗下，是中華老字號企業。

## 历史
吳良材眼鏡成立於清朝清聖祖康熙五十九年（1719年），前身為澄明齋珠寶玉器鋪。原址位於光啟路方浜中路路口。清仁宗嘉慶11年（1806年），更名為吳良材眼鏡店，開始主營眼鏡。1935年，吳良材眼鏡搬遷至南京東路。
1946年，吳良材眼鏡在中國大陸最早引進美國生產的隱形眼鏡。